# アウグスト・シュナイトフーバー

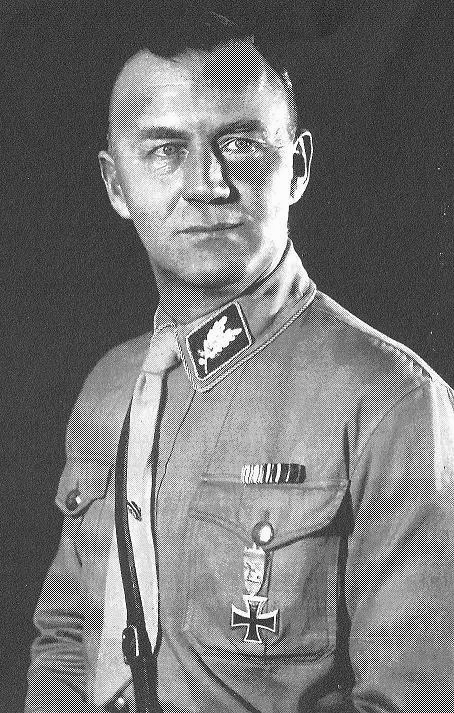
1930年のアウグスト・シュナイトフーバー。

アウグスト・シュナイトフーバー（August Schneidhuber、1887年5月8日‐1934年6月30日）は、ドイツの政治家。国家社会主義ドイツ労働者党（ナチ党）の組織突撃隊（SA）の隊員。最終階級は突撃隊大将(SA-Obergruppenführer)。長いナイフの夜事件の際に粛清された。

## 略歴
トラウンシュタイン出身。第一次世界大戦に出征し、一級鉄十字章と二級鉄十字章を受章した。戦後、ユダヤ人女性のフランツィスカ・ヴァッセルマンと最初の結婚をした。彼女は1942年7月にテレージエンシュタット・ゲットーに送られている。
シュナイトフーバーは、1928年に突撃隊に参加した。1929年から突撃隊南方集団(SA-Gruppe Süd)の指導者に任じられた。1931年に西方集団(SA-Gruppe West)の指導者に転じ、さらに1932年からミュンヘンを本部とする突撃隊第7上級集団(SA-Obergruppe 7)の指導者となった。1932年7月の国会議員選挙ではヘッセン・ダルムシュタット地区から出馬して当選。
1933年にナチ党が政権を掌握したあと、ミュンヘン警察長官となる。しかしバイエルン州警察の秘密警察を監督するハインリヒ・ヒムラーやラインハルト・ハイドリヒと対立するようになった。ハイドリヒは来るべき長いナイフの夜に備えて作成させていた粛清リストにシュナイトフーバーの名前を入れている。一方ハイドリヒの部下ヴェルナー・ベストは「上品で忠実な人物である」としてシュナイトフーバーを名簿に入れることには反対していた。
ヒムラーから突撃隊幹部の謀反の証拠を提出されたアドルフ・ヒトラーは、ついに突撃隊幹部粛清を決意し、1934年6月28日にレームら突撃隊幹部に対して会合を提案してバート・ヴィースゼー（Bad Wiessee）に呼び集めた。1934年6月30日明け方、ミュンヘンに到着したヒトラーはまずバイエルン内務省へ向かった。ここでシュナイトフーバーはヴィルヘルム・シュミット（Wilhelm Schmid）SA中将とともに逮捕された。その後、レームも投獄されたシュターデルハイム刑務所(Justizvollzugsanstalt München in der Stadelheimer Straße)へ投獄された。ヒトラーはレームの処刑についてはしばらく悩み、処刑を翌日まで許可しなかったが、シュナイトフーバーら他の突撃隊幹部の処刑は許可した。夕方、ヨーゼフ・ディートリヒら「ライプシュタンダルテ・アドルフ・ヒトラー」部隊員が現れ、ヴィルヘルム・シュミット、ペーター・フォン・ハイデブレック、エドムント・ハイネス、ハンス・ハイン (de:Hans Hayn) 、ハンス・フォン・シュプレーティ＝ヴァイルバッハの5名とともに中庭へ連れて行かれて銃殺された。